# إدوارد روث
إدوارد جون روث (بالإنجليزية: Edward John Routh)‏ كان عالم رياضيات إنجليزي، وقد تم اعتباره كأستاذ بارز للطلاب الذين يستعدون لامتحان التريبوس الرياضي لجامعة كامبريدج في أوج منتصف القرن التاسع عشر. كما قام بالكثير من أجل تنظيم النظرية الرياضية للميكانيكا وخلق العديد من الأفكار الحاسمة لتطوير نظرية أنظمة التحكم الحديثة.